# Eithrial
Eithrial – legendarny zwierzchni król Irlandii z dynastii Milezjan (linia Eremona) w latach 989-969 p.n.e. Syn i następca Iriala Faida, zwierzchniego króla Irlandii, syna króla Eremona i jego drugiej żony Tei, córki Lugaida, syna Itha.
Według irlandzkich średniowiecznych legend i historycznej tradycji, Eithrial wstąpił na tron po swym ojcu. Podczas swego panowania oczyścił siedem równin. Panował przez dwadzieścia lat, aż został zabity w bitwie pod Raerie przez Conmaela. Ten w ten sposób zemścił się za swego ojca Emera Finna, który zginął z ręki dziadka Eithriala, Eremona. Eithrial był ostatnim z wodzów Milezjan, którzy dokonali najazdu na Irlandię. Pozostawił po sobie syna Follagha (Follacha). Ten zaś miał syna Tigernmasa, przyszłego zwierzchniego króla Irlandii. 